# Achimaats ben Paltiel
Achimaʿats ben Palti'el (hebräisch אֲחִימַעַץ בן פלטיאל, * 1017 in Capua; † 1060 in Oria) war ein jüdisch-liturgischer Dichter und Autor einer historisch wertvollen Familienchronik.

## Leben
Achimaʿats war Spross einer großen Gelehrtenfamilie aus Oria – sein Vater wirkte als Arzt am langobardischen Fürstenhof in Capua – und schrieb in der Megillat Achimaʿats („Schriftrolle des Achimaʿats“) in Reimprosa seine Familiengeschichte ab dem 9. Jh. nieder. Behandelt wird die Zeit von 850 bis 1054. Sein Werk ist auch eine wichtige Quelle zur Geschichte Süditaliens, besonders für das Emirat von Bari.
Da seine Vorfahren am Leben der jüdischen Gemeinden häufig in führender Stellung teilnahmen, ist die kleine, allerdings von Legenden durchsetzte Schrift auch als frühe Chronik des jüdischen Lebens im Mittelalter von Bedeutung, insbesondere was die Beziehungen der jüdischen Gemeinden Süditaliens zu Palästina betrifft. Die Herkunft der Judengemeinde in Oria und seiner eigenen Familie führt er auf die von Titus nach dem Jüdischen Krieg nach Italien verschleppten jüdischen Gefangenen zurück.

## Ausgaben
- Cesare Colafemmina (Hrsg. und Übersetzer): Aḥîmaʿaṣ Ben-Palṭî'ēl. Sēfer Yûḥasîn; libro delle discendenze; vicende di una famiglia ebraica di Oria nei secoli IX–XI. Cassano delle Murge 2001 (hebräischer und italienischer Text)
- Marcus Salzmann: The Chronicle of Ahimaaz … New York 1924
- Robert Bonfil: History and Folklore in a Medieval Jewish Chronicle: The Family Chronicle of Aḥimaʿaz ben Paltiel. Leiden / Boston 2009, ISBN 978-90-04-17385-9